# Eliáš a druhové
Eliáš a druhové Isaiáš, Jeremiáš, Samuel a Daniel jsou podle římskokatolického liturgického kalendáře mučedníci a světci ze 4. století, jejichž památka bývá slavena 16. února.
Zpráv o těchto mučednících je málo. Církevní tradice uvádí, že jich bylo pět a jmenovali se Eliáš, Isaiáš, Jeremiáš, Samuel a Daniel. Z vlastní vůle doprovázeli své souvěrce, kteří byli odsouzeni v rámci pronásledování křesťanů za vlády císaře Diokleciána k nuceným pracím. Při návratu z nucených prací byli v roce 309 zadrženi v Cesareji a z nařízení římského prefekta po předcházejícím mučení popraveni.